# Luneta (skała)
Luneta – skała w Dolinie Będkowskiej na Wyżynie Krakowsko-Częstochowskiej. Znajduje się w dolnej części orograficznie lewych zboczy Doliny Będkowskiej, poniżej wylotu Wąwozu Będkowickiego, za skałami Narożniak i LXX, administracyjnie w granicach wsi Będkowice w województwie małopolskim, w powiecie krakowskim, w gminie Wielka Wieś.
Zbudowana z wapieni Luneta znajduje się na stromym zboczu w lesie i ma postać opadającego wraz ze zboczem muru skalnego o maksymalnej wysokości 14 m. Dolna część jej północno-zachodniej ściany jest obiektem wspinaczki skalnej. Jest na niej 5 dróg wspinaczkowych o trudności od VI+ – VI.4 w skali Kurtyki. Są obite punktami asekuracyjnymi w postaci 4–8 ringów (r) i mają stanowisko zjazdowe (st).
1. W mordę łomem; 4r + st, VI+, 12 m
2. Szał; 4r + st, VI.1+, 12 m
3. Proste szaleństwo; 5r + st, VI.2, 13 m
4. Wyspy szaleństwa; 6r + st, VI.3, 14 m

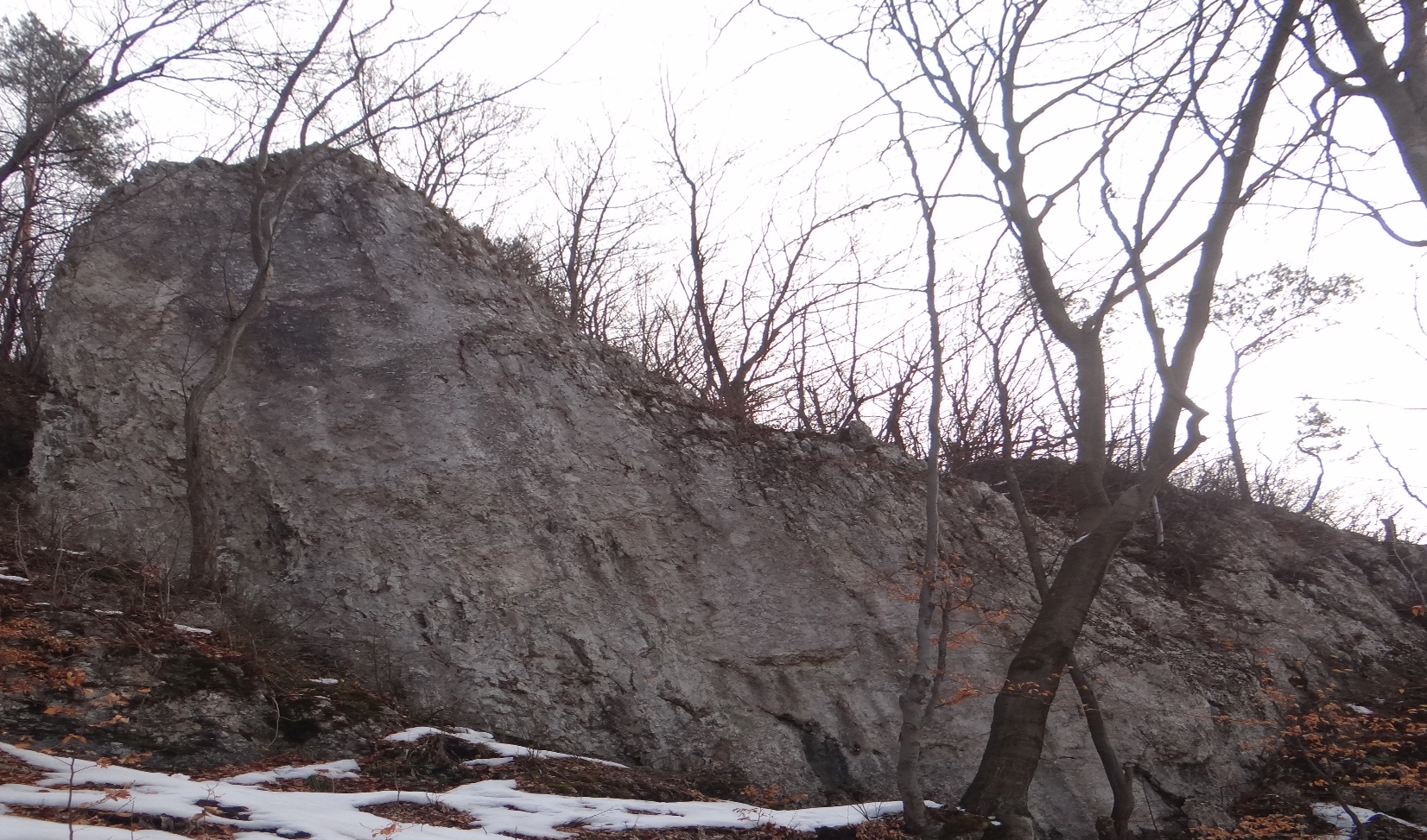
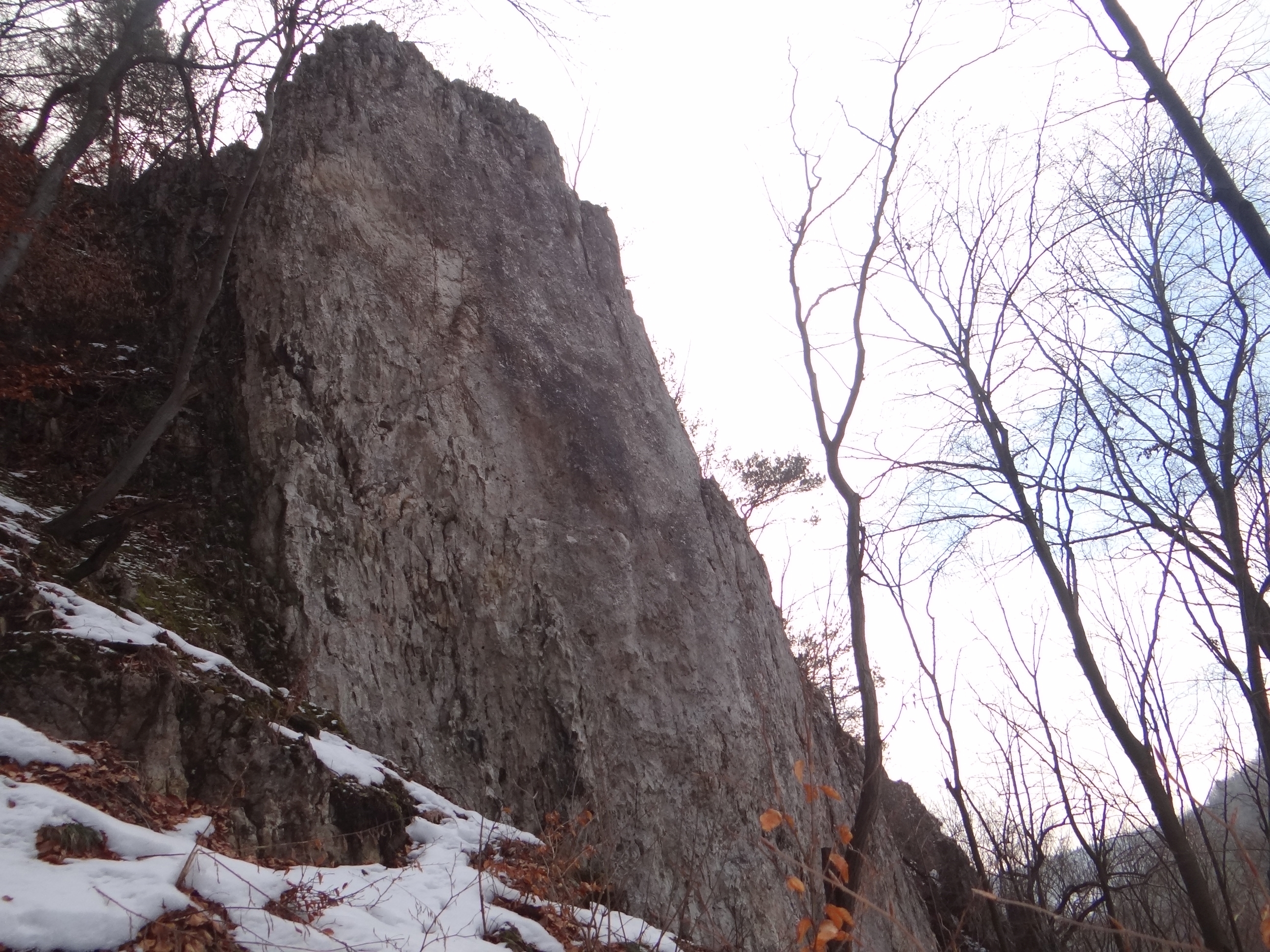
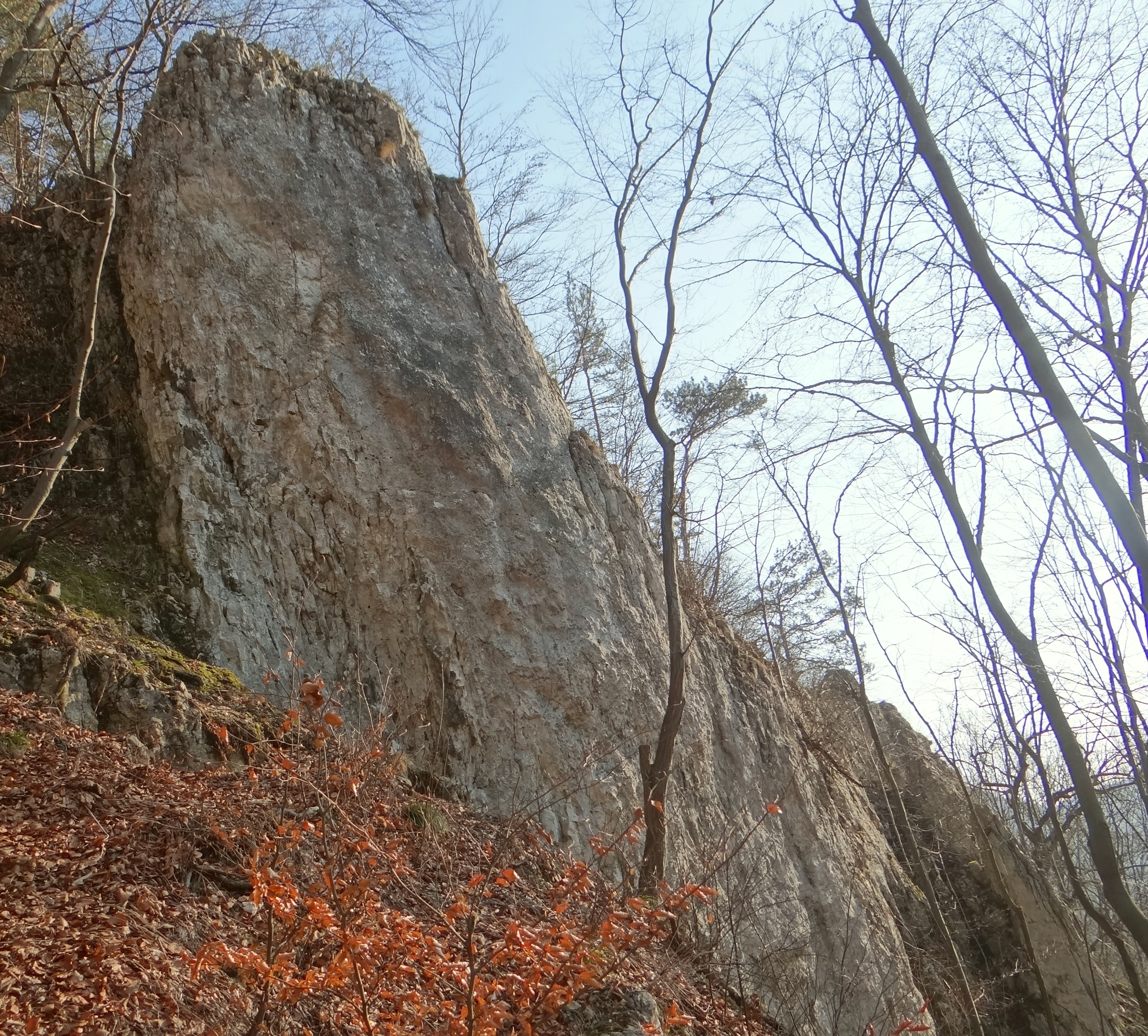
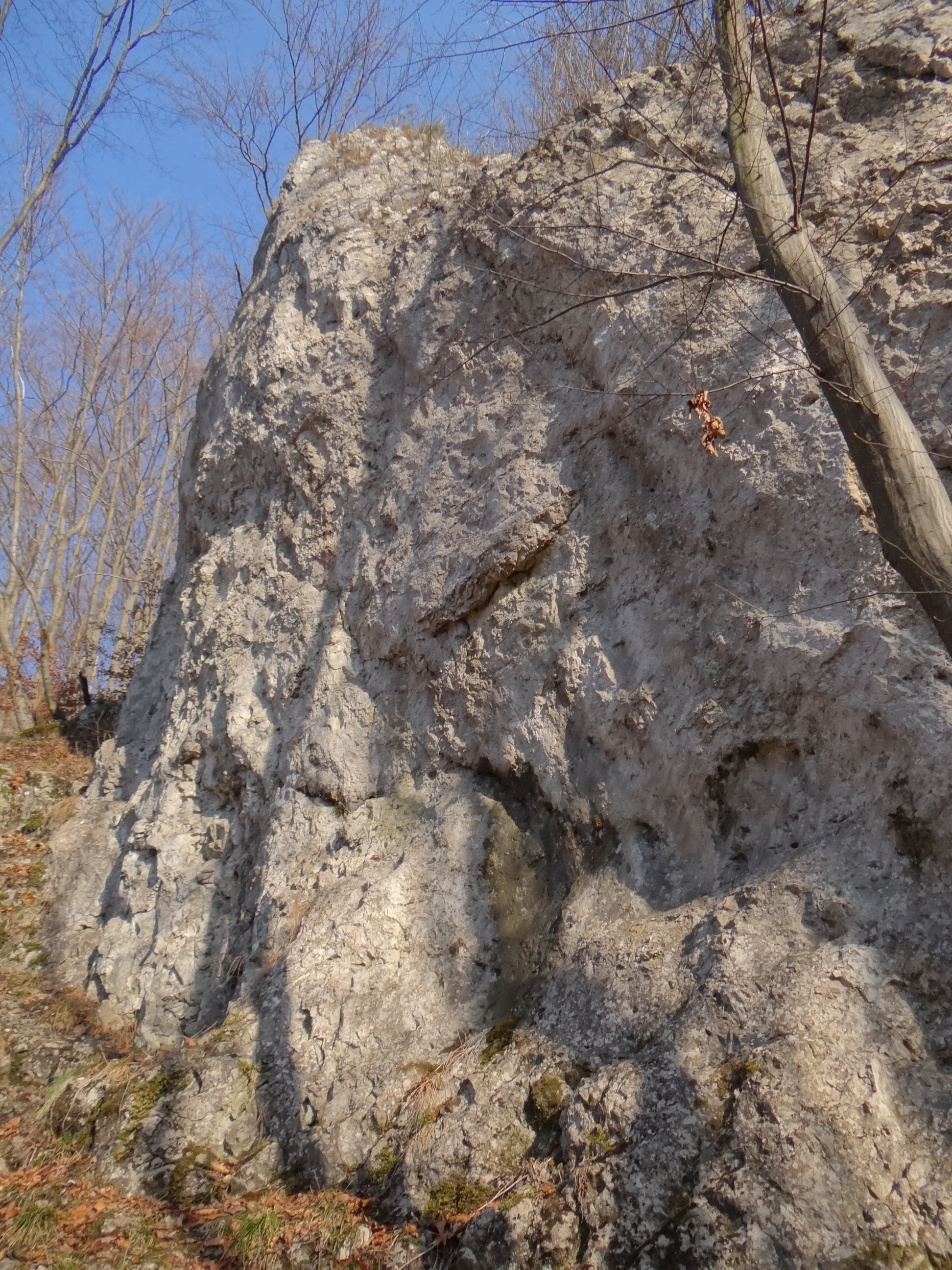
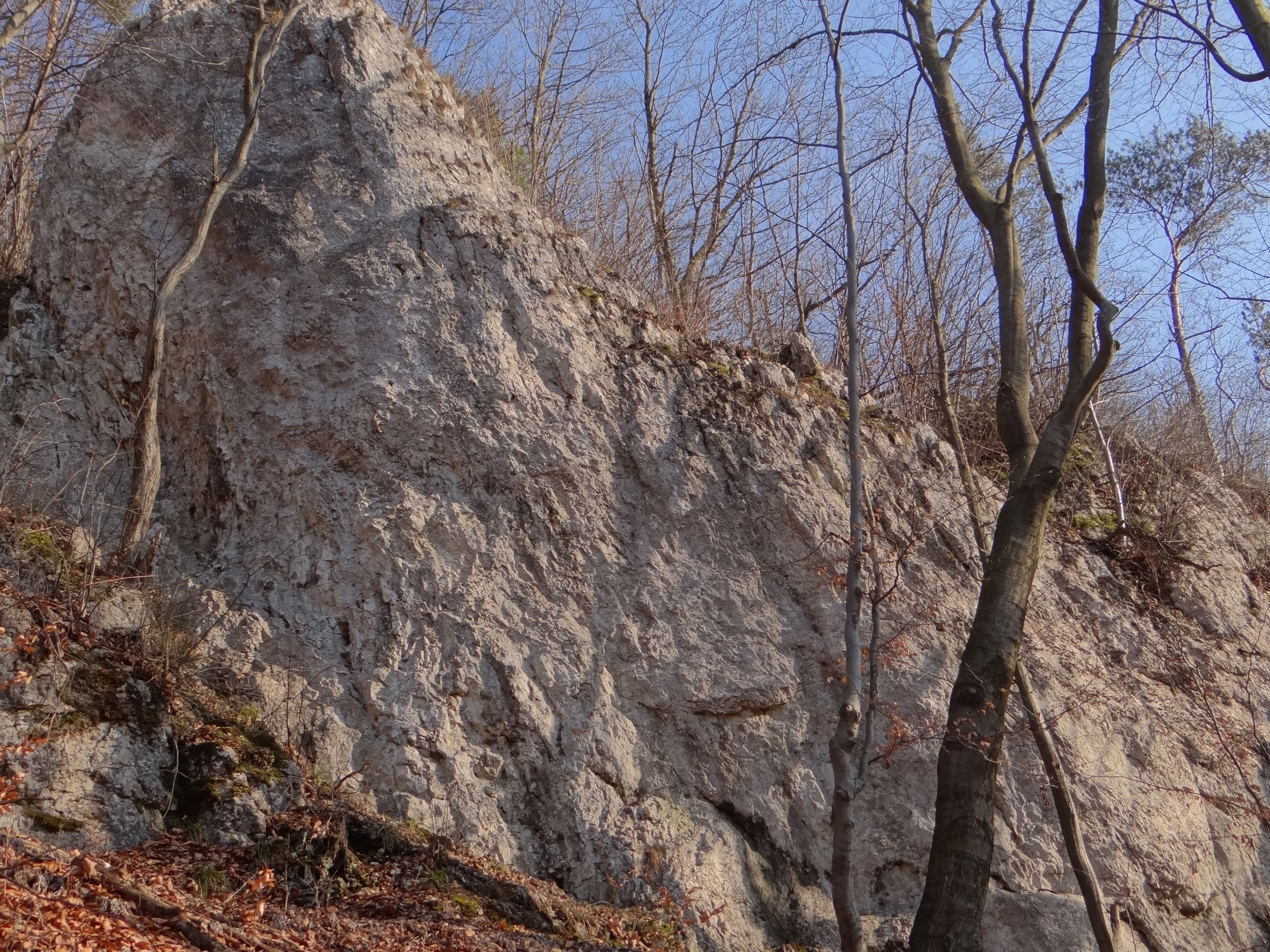

5. Teichopsia; 8r + st, VI.4, 16 m[2].